# Божездарж
Божездарж (пол. Bożezdarz Bosze Zdarz, Bożedarz, Boże Zdarz) — польский дворянский герб.

## Описание
В поле лазоревом крест серебряный, на концах которого по одной черной лилии. В навершии шлема пять павлиньих перьев, а на них подобный как в щите крест с лилиями.

## История
Герб Божездарж (употребляют: Вечорковские) внесен в Часть 1 Гербовника дворянских родов Царства Польского, стр. 94.

## Герб используют
Вечорковские, в Великой Польше оседлые, из них Мартын в 1717 году исправлял там должность Регента Земского Кцынского. Шварцы (Szwarc), Вечореки (Wieczorek), Вечорковские (Wieczorkowski), Чешковские (Cieszkowski), Каминские (Kamiński), Рымкевичи (Rymkiewicz), Рынкевичи (Rynkiewicz).